# GVV Direktversicherung

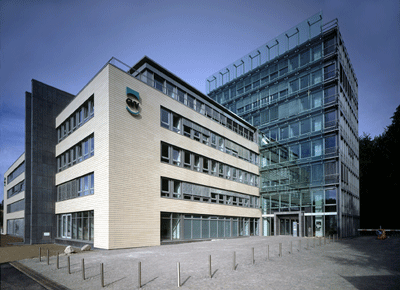
GVV Versicherungen in Köln

Die GVV Direktversicherung AG (GVV Direkt) ist ein deutsches Versicherungsunternehmen mit Sitz in Köln. Das Aktienkapital von GVV Direkt wird zu 100 % von der GVV Kommunalversicherung VVaG in Köln gehalten.
GVV Direkt versichert seit 1989 Beschäftigte und ehrenamtliche Mandatsträger bei Städten und Gemeinden, Kreisen, kommunalen Unternehmen und Sparkassen und deren Familienangehörige sowie aktive Mitglieder der Freiwilligen Feuerwehr. Seit Juni 2015 ist GVV Direkt offen für alle und es können sich auch Personen außerhalb des kommunalen Dienstes versichern.
Betrieben werden die Kraftfahrt-, Haftpflicht-, Unfall-, Wohngebäude-, Hausrat- und Glasversicherung.
GVV Direkt ist ein Direktversicherer ohne hauptberuflichen Außendienst. Kundenkontakt erfolgt über den Postweg, das Telefon und das Internet. Neben dem Hauptsitz in Köln gibt es eine Geschäftsstelle in Wiesbaden. Unterstützt wird der Direktvertrieb durch nebenberuflich tätige Betreuer in Verwaltungen und Betrieben.

## Einzelbelege
1. ↑  BaFin - Erstversicherungsstatistik 2018. (XLSX – Microsoft Excel 2007+) BaFin, 16. September 2019, abgerufen am 16. Januar 2020 (Tabellenblatt 1, Zeile 79).
2. ↑  Unternehmensporträt der GVV Direktversicherung AG. In: Homepage. GVV Direktversicherung AG, abgerufen am 28. Oktober 2020.